# Гаджимагомедов, Муслим Замиалиевич
Муслим Замиалиевич Гаджимагомедов (8 января 1981, c. Анчих, Ахвахский район, Дагестанская АССР, РСФСР, СССР) — российский дзюдоист, чемпион и призёр чемпионатов России, чемпион Всемирных Юношеских Игр 1998 года, мастер спорта России международного класса. Воспитанник Хабиба Магомедова. Выступал в средней весовой категории (до 90 кг).

## Спортивные результаты
- Первенство России по дзюдо среди кадетов 1996 года — ;
- Первенство России по дзюдо среди юниоров 1998 года — ;
- Первенство мира по дзюдо среди юниоров 1998 года — ;
- Первенство Европы по дзюдо среди юниоров 1999 года — ;
- Чемпионат России по дзюдо 2000 года — ;
- Чемпионат России по дзюдо 2001 года — ;
- Чемпионат России по дзюдо 2002 года — ;
- Чемпионат России по дзюдо 2003 года — ;
- Первенство Европы по дзюдо среди молодёжи 2003 года — ;